# ريتشارد كاريون
ريتشارد كاريون (بالإنجليزية: Richard Carrión) هو مصرفي وكبير الإداريين التنفيذيين أمريكي، ولد في 26 نوفمبر 1952 في سان خوان في بورتوريكو.

## وصلات خارجية
- ريتشارد كاريون على موقع اللجنة الأولمبية الدولية (الإنجليزية)
- ريتشارد كاريون على موقع أوليمبيديا (الإنجليزية)
- ريتشارد كاريون على موقع إن إن دي بي (الإنجليزية)